# Aubigny (Vendée)
Aubigny és un municipi francès, situat al departament de Vendée i a la regió del País del Loira.